# Коккайнар (Шуський район)
Коккайна́р (каз. Көкқайнар) — село у складі Шуського району Жамбильської області Казахстану. Адміністративний центр та єдиний населений пункт Коккайнарського сільського округу.
Населення — 1659 осіб (2021; 1413 у 2009, 1543 у 1999, 1556 у 1989).
Станом на 1999 рік називалось Єстімісова.